# Vallée des lacs Saint-Point et Remoray
La vallée des lacs Saint-Point et Remoray, dite aussi vallée des deux lacs, est une vallée du massif du Jura située dans le Haut-Doubs, dans le département français du Doubs, en région Bourgogne-Franche-Comté. Elle doit son nom à la présence de 2 lacs d'origine glaciaire, le lac de Saint-Point et le lac de Remoray et s'étire du sud-ouest au nord-est sur environ 15 km à une altitude comprise entre 850 m et 900 m.
C'est une zone touristique renommée qui peut être découverte à pied, bicyclette ou moyen motorisé. Elle est riche de sites naturels et lieux de loisirs ou découvertes. Depuis le belvédère des deux lacs à son extrémité sud, on a une vue d'ensemble sur la vallée.

## Géographie

### Localisation
À 10 km au sud de Pontarlier, la vallée s'étend du nord-est au sud-est sur les communes de Oye-et-Pallet, Les Grangettes, Montperreux, Saint-Point-Lac, Malbuisson, Labergement-Sainte-Marie et Remoray-Boujeons. L'altitude des lacs est d'environ 850 m tandis que les reliefs formant la vallée atteignent 950 à 1 000 m. La vallée est longue d'environ 15 km pour une largeur d'environ 3 à 4 km.

### Géologie
La vallée est une vaste dépression d'origine glaciaire au sein d'un synclinal crétacé. Les deux lacs étaient à l'origine réunis mais le Doubs les a séparés en formant un cône alluvial au débouché des gorges du Fourpéret à la fin de la dernière période glaciaire. Le fond de la cuvette est tapissé de dépôts glaciaires et fluvio-glaciaires étanches qui permettent la subsistance des lacs.

### Hydrologie
La vallée est parcourue par le cours du Doubs. À 10 km de sa source, celui-ci débouche des gorges du Fourpéret entre les lacs, reçoit les eaux de la Taverne en rive gauche puis s'oriente vers le nord-est pour traverser le lac de Saint-Point. Le lac de Remoray est alimenté par le Lhaut et traversé par la Taverne qui prend également le nom de Drésine en amont du lac.

## Environnement
La partie sud de la vallée est sur le territoire du Parc naturel régional du Haut-Jura. Outre les sites classés des lacs de Saint-Point et de Remoray on peut mentionner celui de la Source bleue. 
La vallée englobe complètement le territoire de la réserve naturelle nationale du lac de Remoray qui contient également la réserve biologique intégrale de la Grande Côte.
La forêt domaniale du Mont-Sainte-Marie, entoure la vallée dans sa partie sud.
Le site englobe une partie des sites Natura 2000 suivants :
- Vallées du Drugeon et du Haut-Doubs[6]
- Vallons de la Drésine et de la Bonavette[7]

Enfin, à la suite de l'extension du site Ramsar du Bassin du Drugeon, il fait partie depuis le 2 février 2021 du site Tourbières et lacs de la montagne jurassienne.

## Tourisme
En raison de sa localisation et de la présence des lacs, la vallée possède une forte attractivité touristique. En saison hivernale, la pratique du ski de fond est possible sur le domaine de Malbuisson et du patinage lorsque le lac de Saint-Point est gelé. En été, les plages de Malbuisson, Saint-Point-Lac, Les Grangettes, Chaon et Labergement Sainte-Marie permettent la baignade. 
Le sentier du tour du lac de Saint-Point permet la randonnée pédestre avec une découverte de paysages variés. À l'extrémité sud, le belvédère des 2 lacs offre une vue d'ensemble du site.

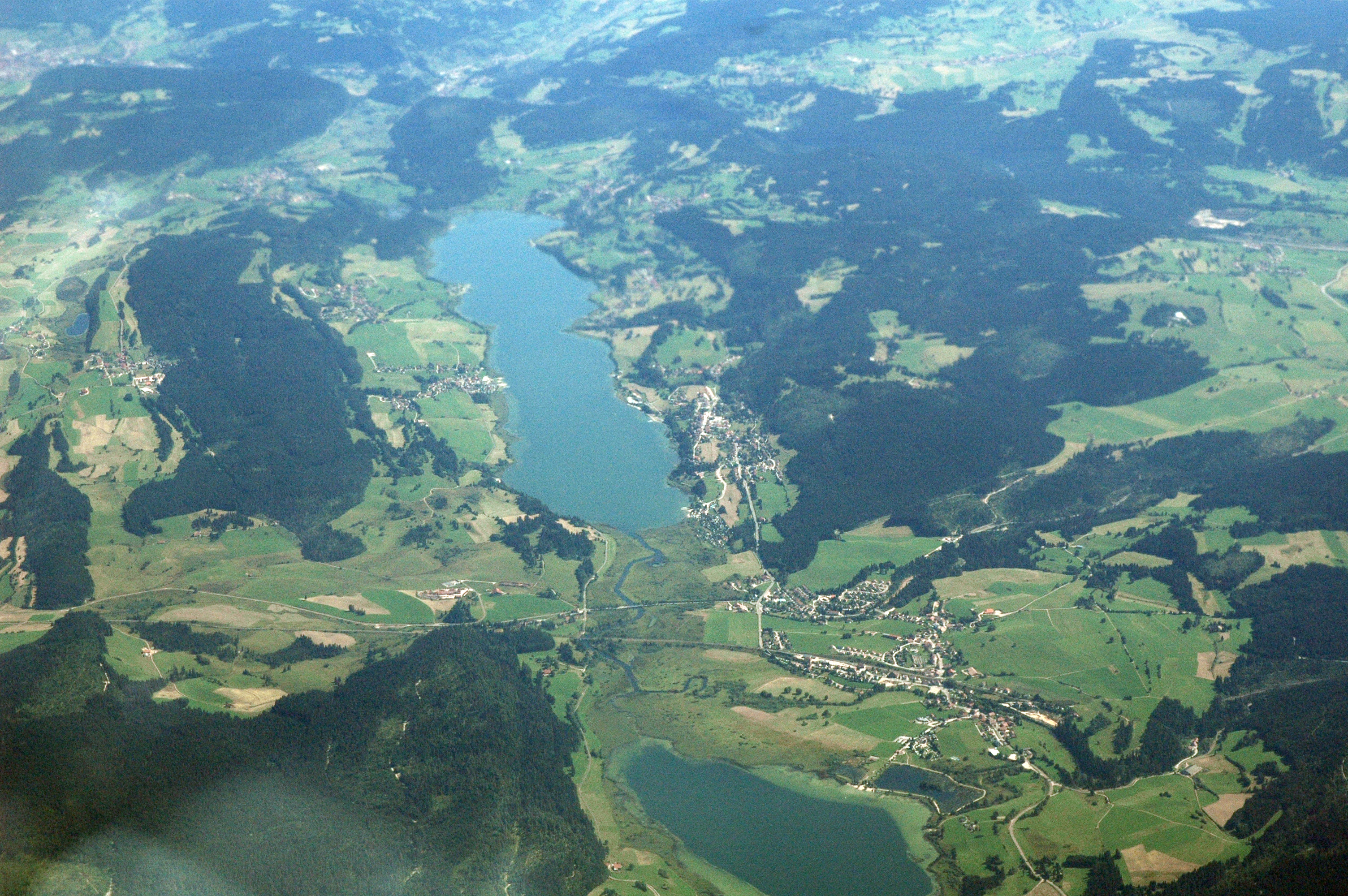
Vue aérienne.
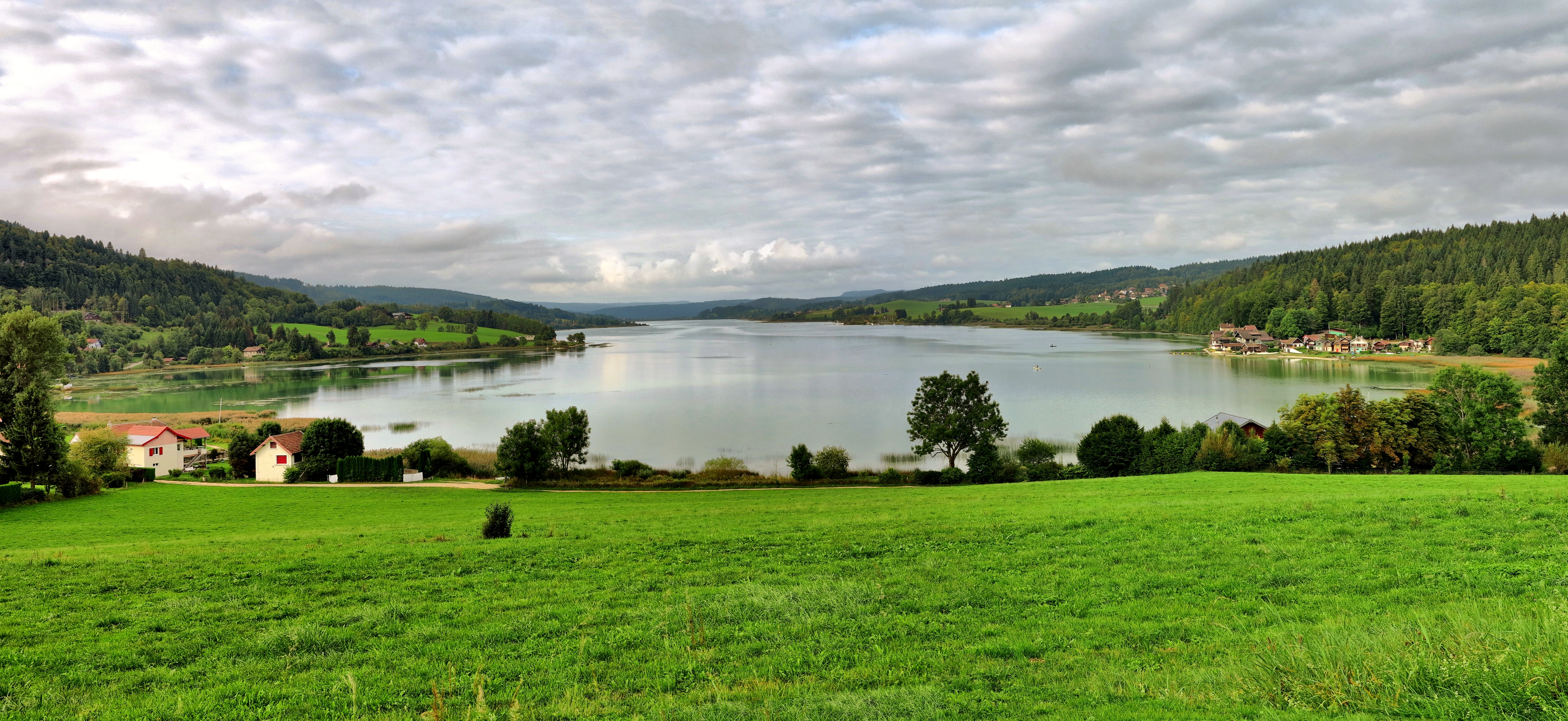
Extrémité nord.
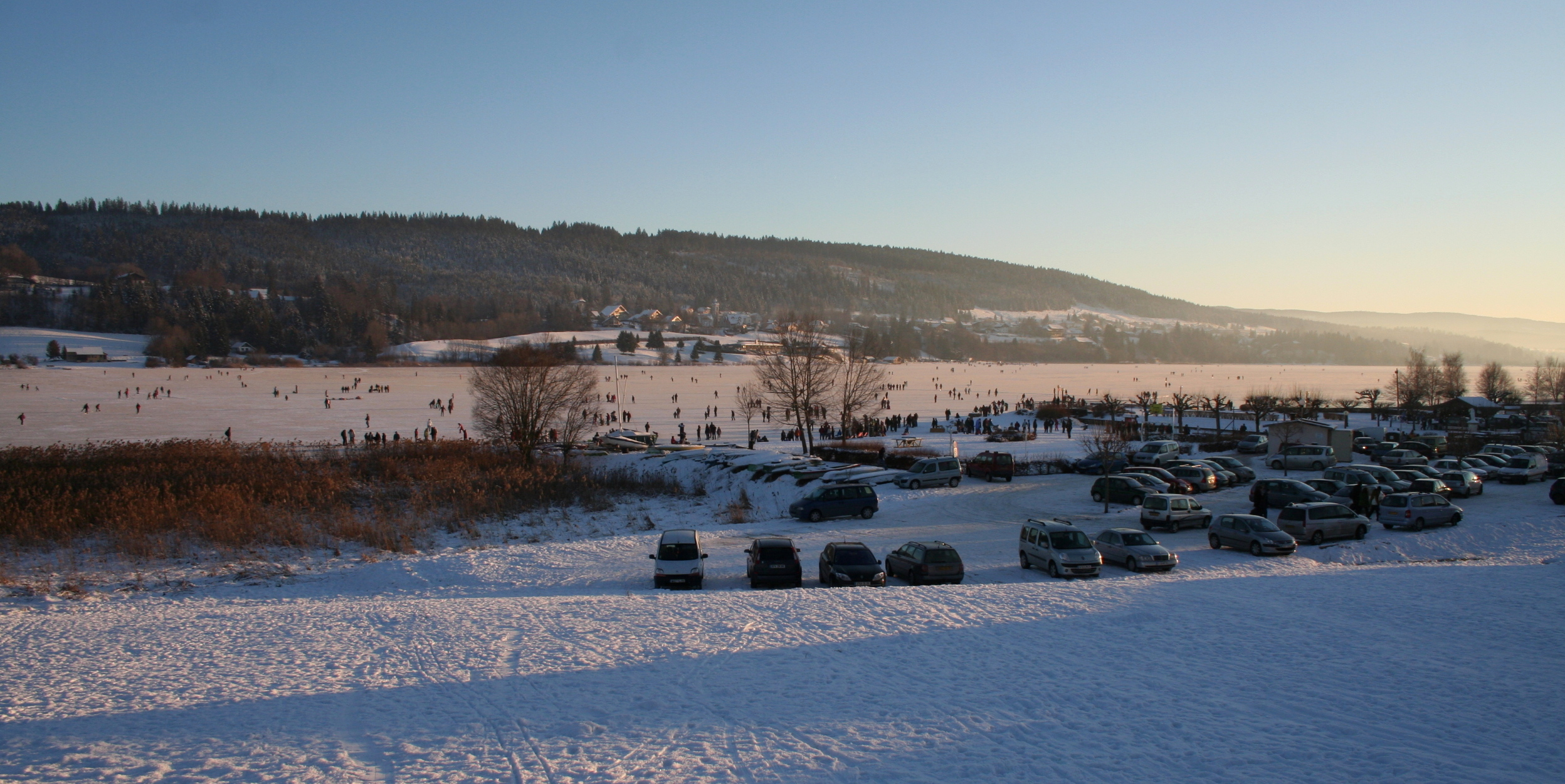
Patinage sur le lac de Saint-Point.
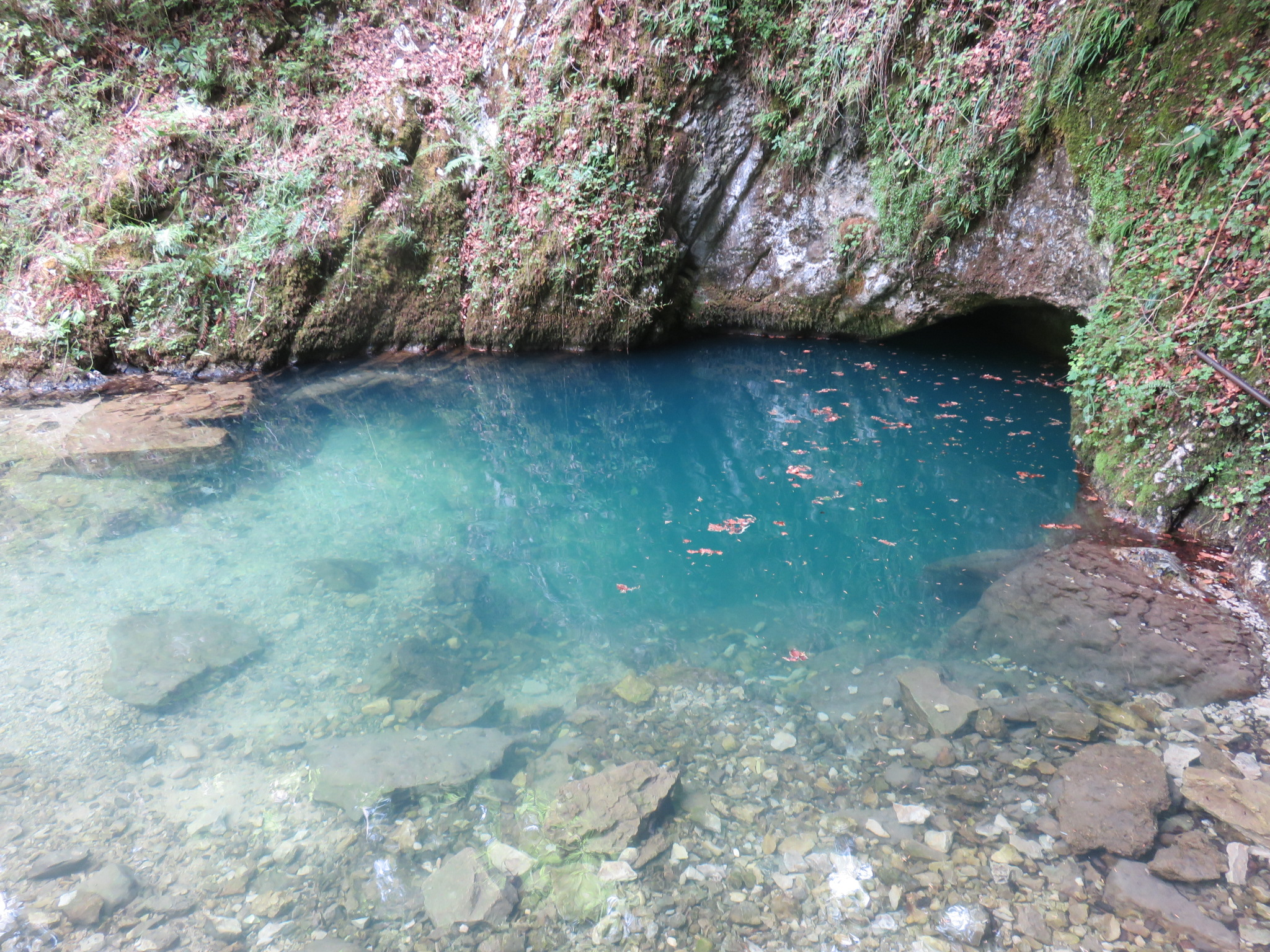
La source bleue.
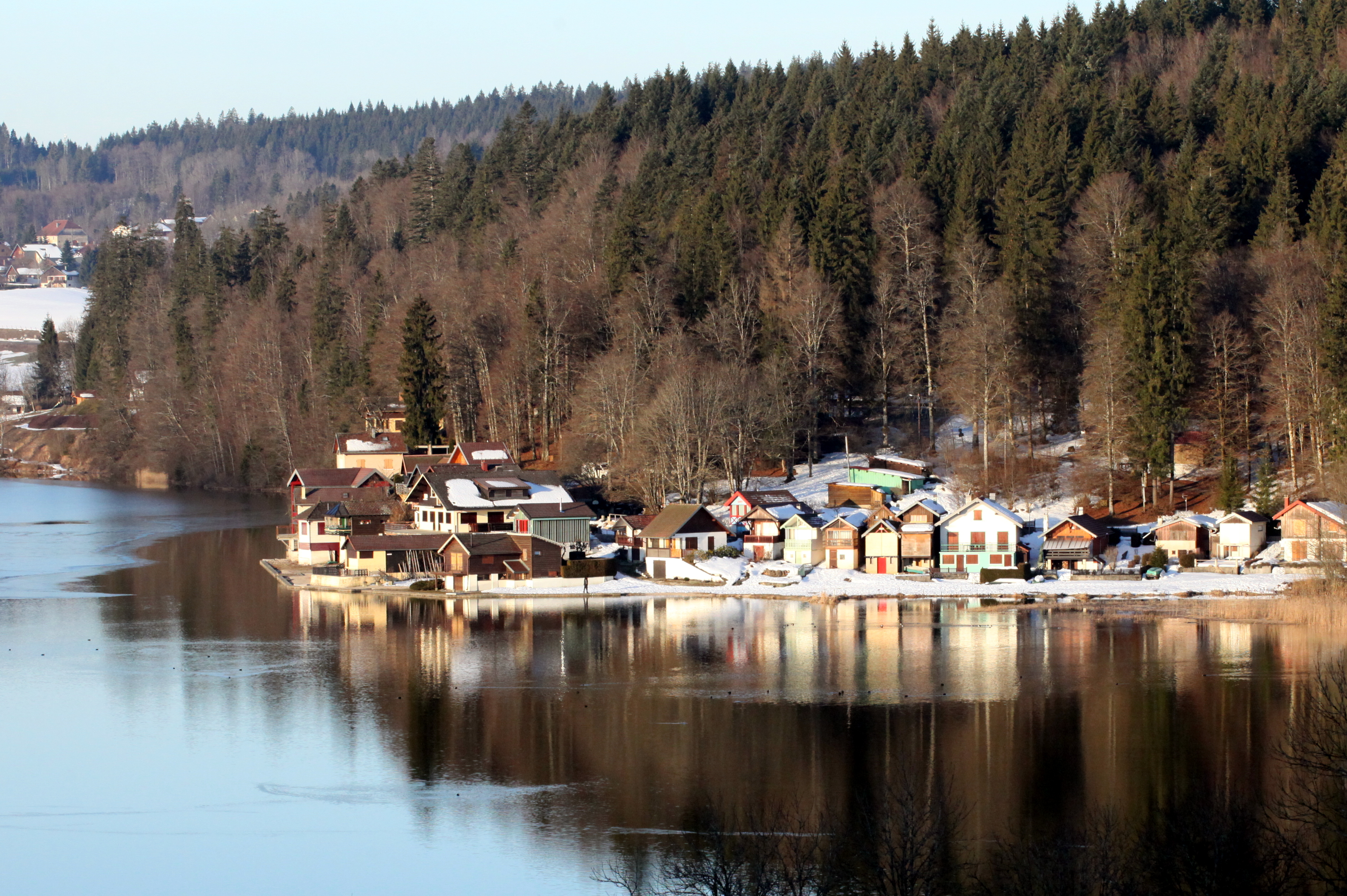
Port Titi aux Grangettes.
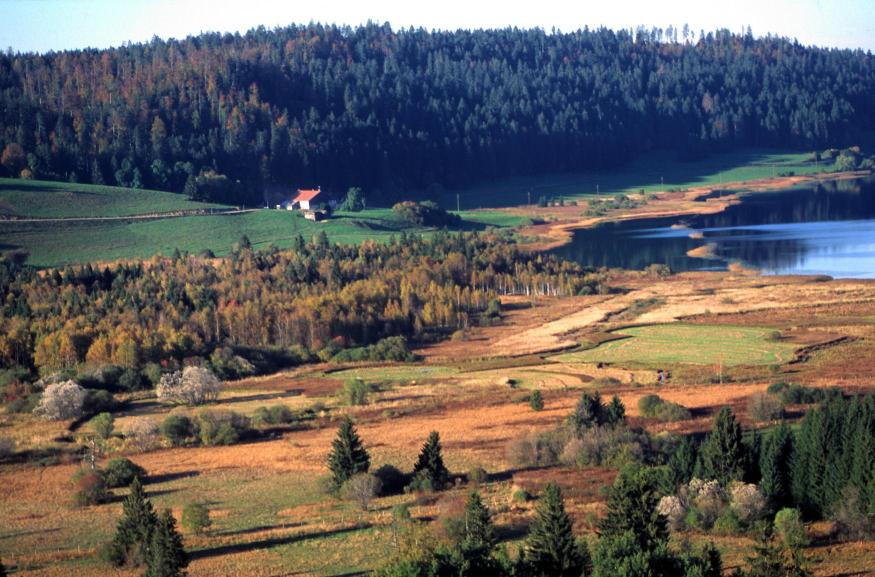
Marais et tourbière au sud du lac de Remoray.
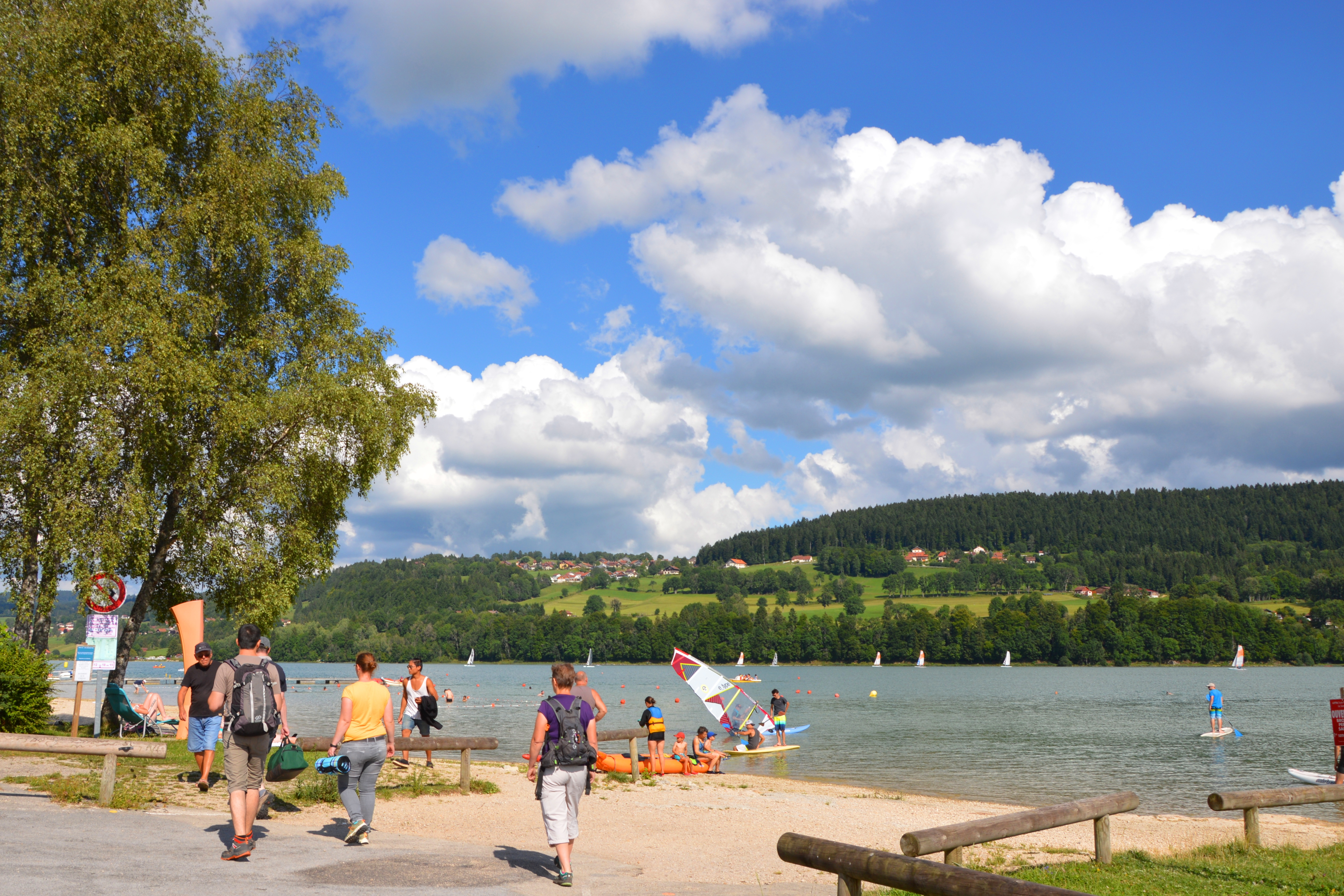
Plage des Grangettes.
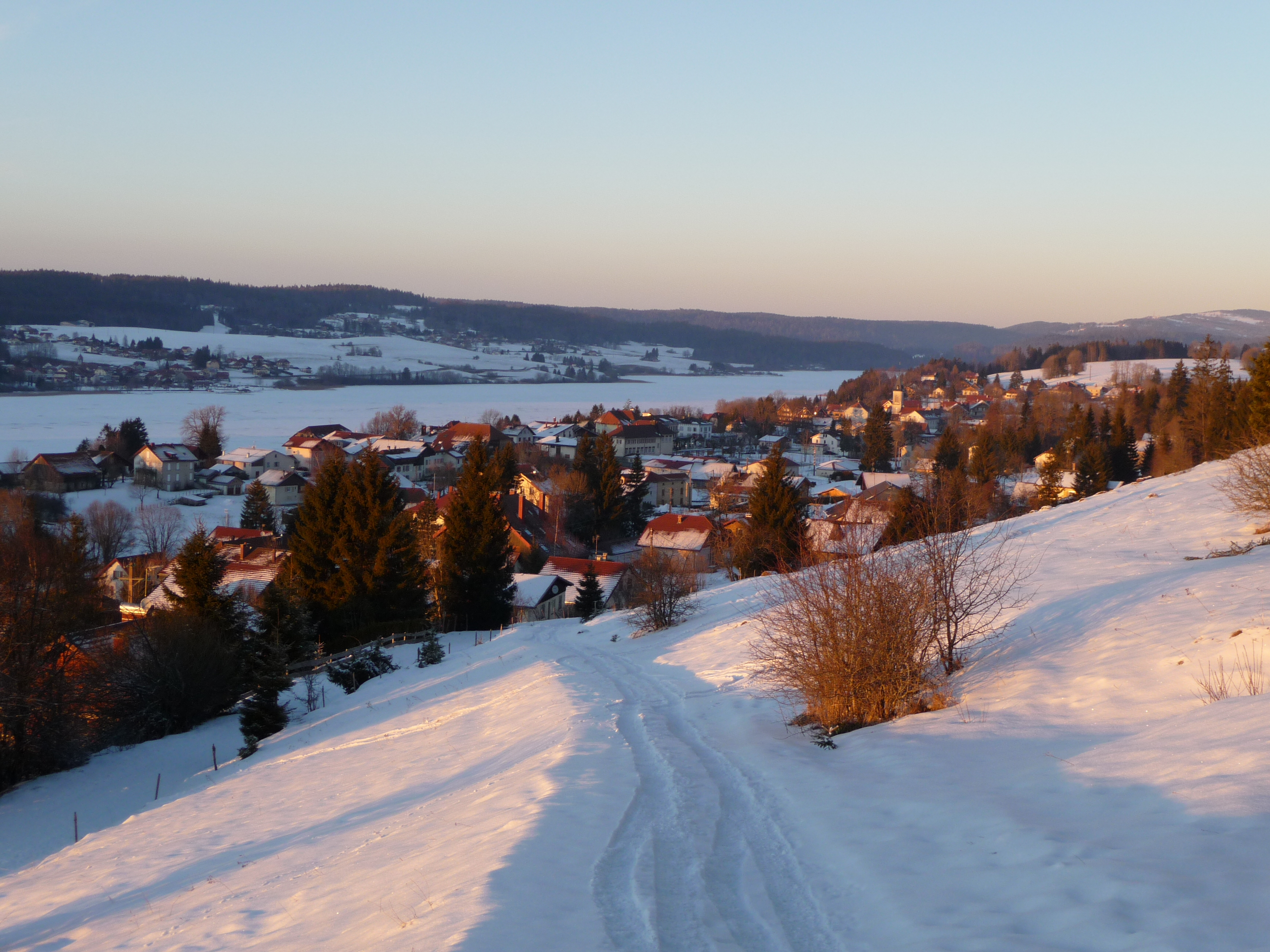
Malbuisson en hiver.